# 1607 a tudományban
Az 1607. év a tudományban és a technikában.

## Csillagászat
- Johannes Kepler megfigyel egy üstököst, melyet később Halley-üstökösnek neveznek el.

## Technika
- Feltalálják a mozsárágyút.

## Halálozások
- június 28. - Domenico Fontana építész (* 1543)
- augusztus 22. - Bartholomew Gosnold felfedező (* 1572)